# Come Together
〈Come Together〉는 주로 존 레논이 작곡하고 레논-매카트니가 작곡한 비틀즈의 노래이다. 이 곡은 《Abbey Road》라는 음반의 오프닝 트랙이며 〈Something〉과 결합된 싱글로 발매되기도 했다. 그 노래는 미국에서 차트 1위에 올랐고 영국에서는 4위에 올랐다.

## 녹음
레논은 리듬 기타와 리드 보컬을, 폴 매카트니는 베이스를, 조지 해리슨은 리드 기타를, 링고 스타는 드럼을 쳤다. 그것은 조지 마틴에 의해 제작되었고 1969년 7월 말에 런던의 애비 로드 스튜디오에서 녹음되었다. 도입부에서 레논은 "shoot me"라고 말하는데, 이것은 그의 손걸음과 매카트니의 헤비 베이스 리프와 함께 나온다. 비틀즈의 노래에 〈I Am the Walrus〉와 〈Glass Onion〉에서 "walrus"라는 단어가 들어있는데 거기에 "he got walrus gumboot(그는 바다코끼리 장화를 신었지)"라는 대사가 있고 그 뒤를 "he got Ono sideboard(그는 오노가 곁에 있었어)"가 뒤를 이었다. 블루스맨 머디 워터스는 이 노래에서도 언급되었다.
음악 평론가 이언 맥도널드는 매카트니가 응원가를 불렀다고 보도했지만, 레코딩 엔지니어 제프 에머릭은 레논이 직접 보컬을 맡았다고 말했고, 좌절한 매카트니가 레논에게 물었다. "존, 내가 이 트랙에서 무엇을 하기를 원하니?"라고 레논이 대답했다. "걱정 마, 내가 이것을 과장해서 할게."

## 발매 및 유산
〈Come Together〉는 〈Something〉와 《Abbey Road》의 첫 트랙으로 동시 개봉되었다. 이 싱글은 1969년 10월 6일 미국에서 발매되었고 16주 동안 빌보드 핫 100 차트에 올랐으며 1위에 올랐다. 싱글은 1969년 10월 31일 영국에서 발매되어 4위에 올랐을 때도 마찬가지로 성공적이었다.
《롤링 스톤》은 "역사상 가장 위대한 노래 500곡" 목록에서 〈Come Together〉를 202위로, 비틀즈의 100대 위대한 노래 목록에서 9위로 올렸다.

## 참여 인원
- 존 레논 – 리드 보컬, 백 보컬, 리듬 기타, 전자 피아노, 박수
- 폴 매카트니 – 백 보컬, 베이스 기타
- 조지 해리슨 – 리드 기타
- 링고 스타 – 드럼, 마라카스

이언 맥도널드 인원
원래의 비틀즈 멀티 트랙(Rock Band 출시로 인함)에서 분리된 트랙을 사용할 수 있게 되면서, 비틀즈 직원 데이터에 대한 새로운 조사가 가능해졌다. 그 발견 중 하나는 〈Come Together〉라는 구절에서, 매카트니가 백 보컬을 맡는다는 것이다. 뮤직 레이더와의 인터뷰에서 제프 에머릭은 매카트니가 합창단에서 노래를 부르지 않았다고 정확히 말했다. "처음에 폴은 전자 피아노 부분을 연주했지만, 존은 어깨 너머로 자신이 연주하고 있는 것을 공부했습니다. 녹음할 시간이 되었을 때, 존은 폴 대신 전자 피아노를 연주했다. 폴은 당황했을지 모르지만, 합창단에서 노래를 부르지 않은 것에 대해 더 화가 난 것 같아요."

## 커버 버전

### 아이크 앤 티나 터너
아이크 & 티나 터너는 그들의 1970년 음반의 타이틀 곡으로 〈Come Together〉의 버전을 발표했다. 싱글은 빌보드 핫 100에서 57위에 올랐다.

### 존 레논
〈Come Together〉는 1972년 매디슨 스퀘어 가든 콘서트에서 비틀즈의 유일한 노래였다. 그것은 레논이 비틀즈를 떠난 후에 가진 유일한 정규 콘서트였다. 그는 엘리펀츠 메모리라는 밴드의 후원을 받았다. 이 곡의 버전은 1972년 8월 30일에 녹음되어 1986년에 발매된 콘서트 음반 《Live in New York City》에 나타난다.

### 에어로스미스
미국의 하드 록 밴드인 에어로스미스는 〈Come Together〉의 커버 버전 중 가장 성공적인 버전 중 하나를 공연했다. 그것은 1978년에 녹음되었고 영화 《서전트 페퍼스 론리 하츠 클럽 밴드》의 사운드 트랙에 나왔는데, 이 영화에서 이 밴드 역시 출연했다. 이 싱글은 1970년대 중반에 이 밴드의 톱 40 히트 곡에 뒤이어 빌보드 핫 100에서 23위에 오르면서 즉각적인 성공을 거두었다. 하지만 이 곡은 거의 10년 동안 이 밴드의 마지막 톱 40 히트 곡이 될 것이다.
이 곡의 또 다른 녹음물은 몇달 후에 에어로스미스의 라이브 음반 《Live! Bootleg》에 발표되었다. 이 곡은 또한 1980년에 발매된 이 밴드의 첫 싱글 곡 모음인 《Aerosmith's Greatest Hits》에도 수록되어 있다. 이 노래는 또한 그 이후로 많은 에어로스미스 작곡과 라이브 음반, 그리고 영화 《아마겟돈》의 사운드트랙에서 드러났다.

### 마이클 잭슨
마이클 잭슨은 원래 1988년 영화 《문워커》로 녹음된 이 버전을 1995년 음반 《HIStory》와 1992년 싱글 〈Remember the Time〉의 B 사이드로 발매했다. 이 곡은 1996년 그의 곡 〈D.S.〉와 함께 HIStory World Tour의 공연에서도 주연한 곡이다.

### 다른 버전
- 폴 매카트니는 또한 스모킨 모조 필터즈라는 슈퍼그룹 이름으로 1995년 《HELP》 자선 기록의 최신 버전에서 노엘 갤러거와 폴 웰러와 함께 다른 버전의 노래의 일부였다. 웰러는 매카트니와 갤러거와 함께 리드 보컬 업무를 수행했고, 보조 보컬, 하모니, 베이스, 기타 등을 제공했다. 이 버전은 1995년 12월 영국 차트에서 19위에 올랐다. 2005년에 웰러는 A 사이드 싱글의 일부로 이 곡의 새로운 버전을 녹음했다.

- 브라더스 존슨은 1976년 데뷔 음반 《Look Out For #1》에서 이 곡의 커버를 맡았다. 〈Come Together〉는 1976년 미국에서 R&B 음반 차트에서 1위에 오른 음반의 여섯 번째 곡이다.

- 마커스 밀러는 1995년 음반 《Tales》에서 이 곡의 중요한 재즈 배열을 녹음했다.

- 조지 마틴은 1998년 음반 《In My Life》에서 로빈 윌리엄스와 바비 맥퍼린이 부른 보컬로 이 곡의 버전을 녹음했다.